# Pech Maho

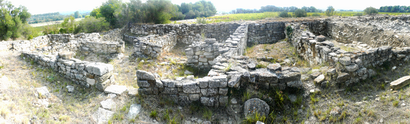
Vistas desde la base de algunas casas en Pech Maho después de la actualización por los trabajos de excavación (2009)

Pech Maho es un oppidum pre-romano en la localidad de Sigean, Aude, Francia.
Pech Maho fue un puesto comercial fortificado ocupado desde el siglo VI a. C. hasta el siglo III a. C. Se observan tres ocupaciones sucesivas, aparentemente discontinuas, presumiblemente por parte de un pueblo llamado elisicos (Ἐλισύκοι ων en griego) instalado en el límite entre íberos, celtas y ligures. El sitio parece haber servido para el intercambio comercial entre etruscos, griegos, cartagineses y los pueblos indígenas. 
La destrucción casi total del oppidum se produjo a finales del siglo III a. C. y puede estar relacionada con la segunda guerra púnica que enfrentó a Roma y Cartago. Esta guerra resultó en el control por parte de Roma del este de la península ibérica y del oeste del Languedoc. Las balas de catapulta encontradas serían prueba de esto último. Las excavaciones también han revelado vestigios de rituales funerarios y sacrificios de animales que mezclaban la cremación de restos humanos. Estos tituales probablemente fueron realizados en honor a los héroes caídos por las personas que regresaron poco después de la destrucción del oppidum. Posteriormente el sitio habría recibido algunas visitas durante las siguientes décadas antes de quedar completamente olvidado. Este período coincide con el establecimiento en la región de los romanos, que hicieron de Narbona su prefectura desde la que dominarán la Gallia Narbonensis.

## Descubrimiento y excavaciones
El sitio fue descubierto en 1913. Las primeras excavaciones fueron desarrolladas desde 1948 a 1957 (J. Campardou), desde 1959 a 1974 (Y. Solier) y desde 1998 hasta 2010 (Gailledrat, Solier). En Sigean se encuentra un museo que recoge la mayor parte de los hallazgos.
Pech Maho se encuentra listado desde 1961 como monumento histórico por el ministerio francés de cultura y pasó a ser propiedad del estado en 1968.